# Honigschlecker

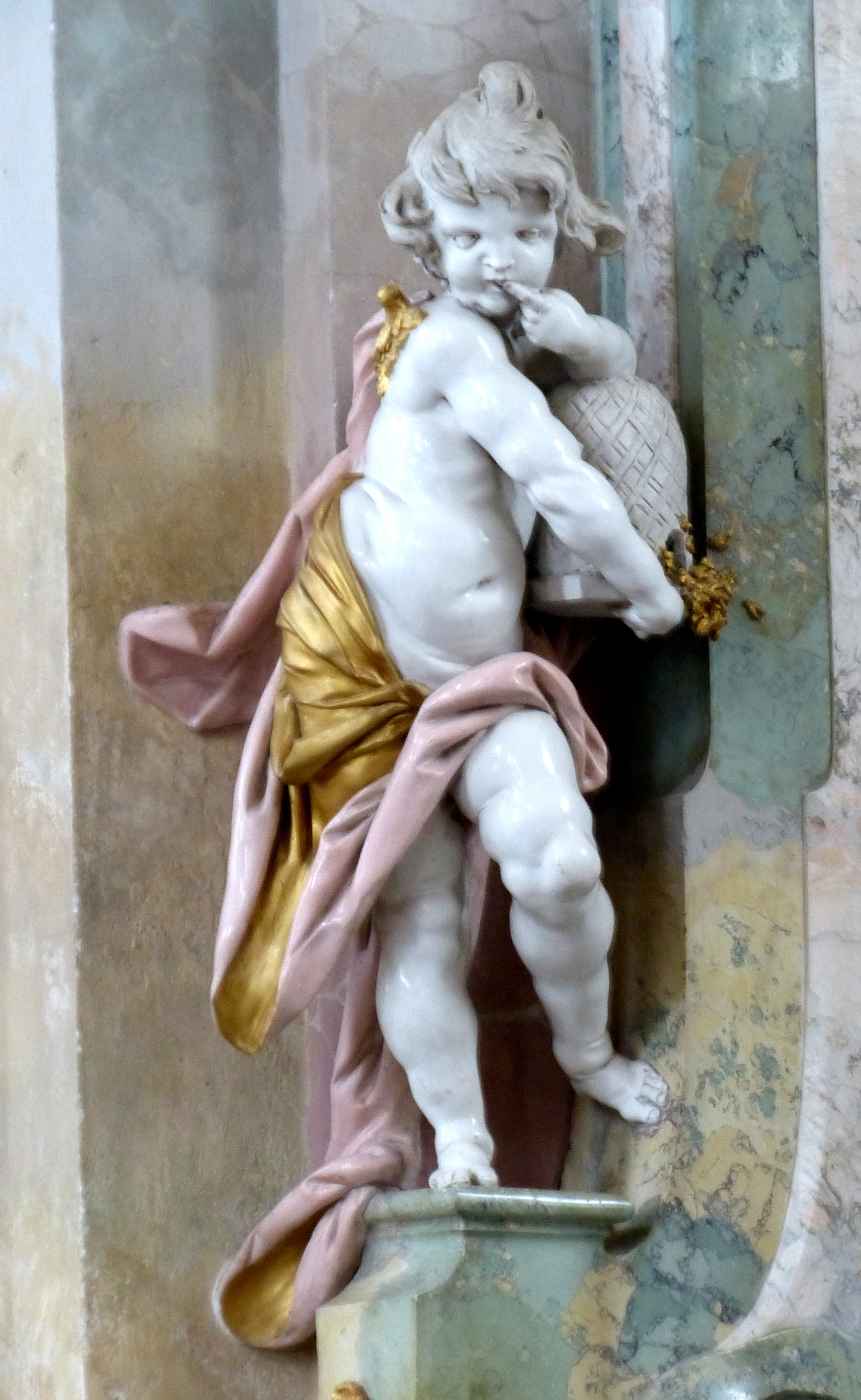
Wallfahrtskirche Birnau, Honigschlecker

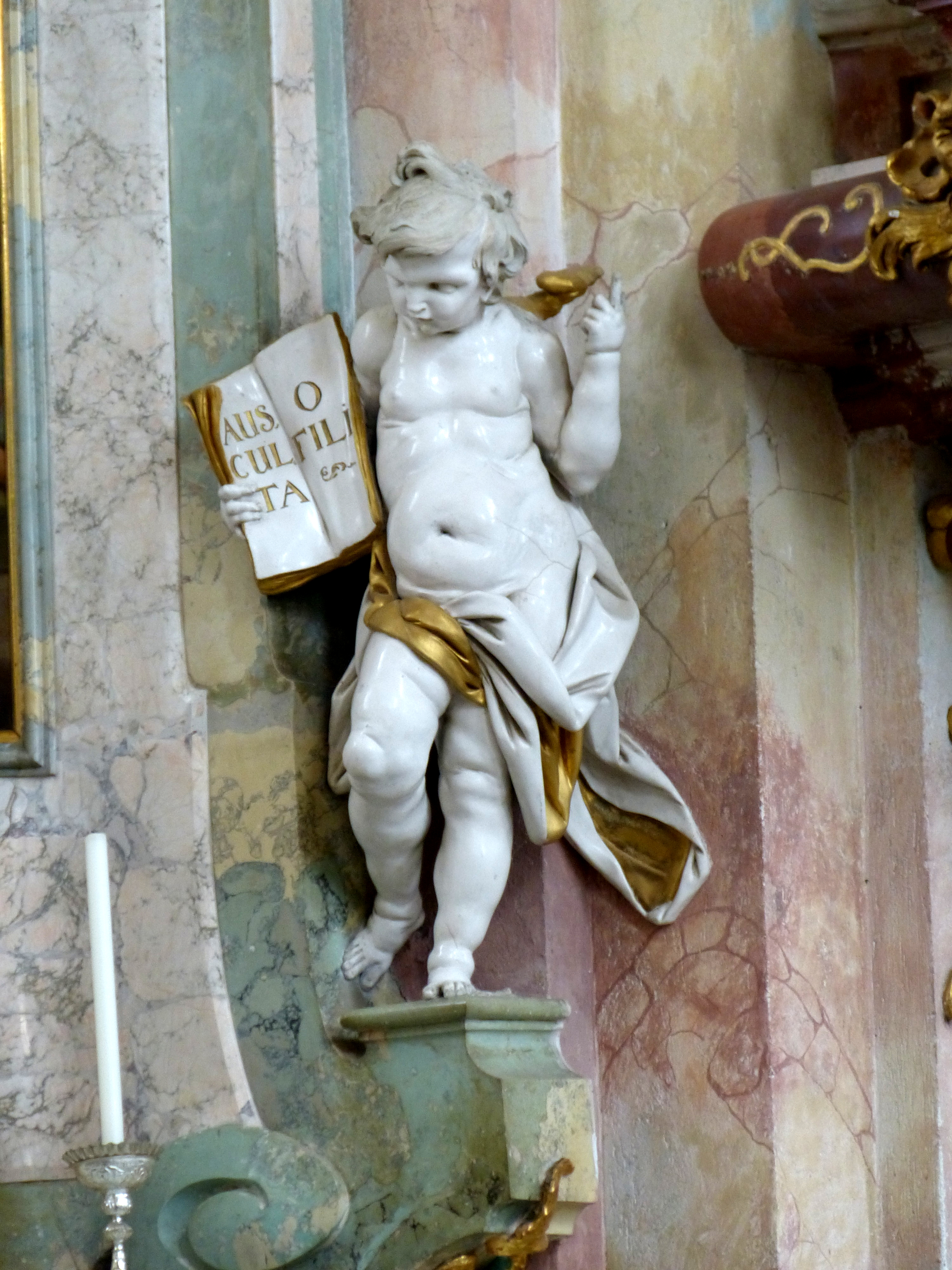
Der eher unbeachtete „Kollege“ am Benediktaltar mit aufgeschlagenem Buch darin die Lettern „AUSCULTA O FILI“ (Höre, mein Sohn)

Der Honigschlecker ist ein Putto, eine Figur aus Gips, geschaffen von dem Bildhauer und Stuckateur Joseph Anton Feuchtmayer. Sie befindet sich in der Wallfahrtskirche Birnau links oberhalb des rechten Seitenaltars, des Bernhard von Clairvaux gewidmeten Bernhardsaltars.

## Beschreibung
Die Figur zeigt einen Knaben, der in der rechten Hand einen Bienenkorb hält und sich Honig vom linken Zeigefinger schleckt. Die ursprüngliche Fassung war weiß und gold, später wurde das Gold durch zartes Rosa ersetzt. Heute ist die Vergoldung teilweise wieder angebracht, man hat auch das Rosa noch einbezogen. Die Bienen sind alle vergoldet und sitzen auch auf dem Altarrahmen.
Im gegenüberstehenden Pendant weist ein Putto auf die Anfangsworte der Regel des hl. Benedikt hin.

## Deutungen
Die Darstellung deutet auf den Spitznamen des Hl. Bernhard von Clairvaux hin, den ihm seine Zeitgenossen wegen seiner Begabung zur Predigt verliehen hatten. Sie nannten ihn „Doctor mellifluus“ (honigfließender Lehrer) da ihm die Worte wie Honig aus dem Mund flossen. Die Figur verweist weiter auf den Fleiß der Bienen und auf die Versuchung als Verfehlung. 
Die Lockentolle, der wohlgeformte Bauch und die vorsichtige Haltung, die Quelle des Honigs, den Bienenkorb etwas versteckend wollend, lassen auf einen schelmischen »Moritz« nach Wilhelm Busch schließen, sein Pendant ist aber sichtlich kein »Max«, er wirkt ernst und fast streng, wie er mit dem Finger in das Buch verweist. Sie sind bedeutungsvoll wie Statuen behandelt und vertreten ja auch große Figuren.